# Raglan (Neuseeland)
Raglan ist ein Ort im Waikato District  der Region Waikato auf der Nordinsel von Neuseeland.

## Namensherkunft
Der Ort wurde zu Ehren von Fitzroy Somerset, 1. Baron Raglan benannt, der im Krimkrieg (1855–1856) Befehlshaber der britischen Truppen war. Der maorische Name des Ortes war zuvor Whaingaroa.

## Geographie
Der Ort befindet sich rund 35 km westlich von Hamilton, rund 2,5 km landeinwärts am Whaingaroa Harbour, der dem Ort Zugang zur Tasmansee verschafft. Der von Süden kommende Opotoru River mündet westlich des Ortes in den Whaingaroa Harbour und rund 9 km südwestlich des Ortes erhebt sich der 756 m hohe Mount Karioi, ein erloschener früherer Vulkan.

## Bevölkerung
Zum Zensus des Jahres 2013 zählte der Ort 2736 Einwohner, 3,6 % mehr als zur Volkszählung im Jahr 2006.

## Infrastruktur

### Straßenverkehr
Raglan ist über den New Zealand State Highway 23 zu erreichen, der den Ort auf direktem Weg mit Hamilton im Osten und dem New Zealand State Highway 3 verbindet.

### Flugverkehr
Der Ort besitzt im westlichen Teil auf einer Landzunge einen kleinen Flugplatz mit Graspiste. Von ihm aus können kleine einmotorige Flugzeuge starten und landen.

### Schiffsverkehr
An seiner in den Whāingaroa Harbour hineinragenden Landspitze besitzt der Ort eine Anlegestelle.

## Sport
Rund 3 bis 4 km westlich des Ortes befinden sich einige Buchten, an denen besonders lange Wellen auftreten, die sich zum Wellenreiten besonders eignen. Die bekanntesten Surfgebiete sind Manu Bay, Whale Bay und Indicators Bay sowie Ngarunui Beach. Einer der ersten Surffilme, The Endless Summer, wurde zum Teil in Raglan gedreht.